# 烙餅
烙餅（ラオピン、ローピン、簡体字中国語: 烙饼、繁体字中国語: 烙餅、拼音:  làobǐng、拼音: lùobǐng）とは、北京など華北地域の一部で広く食されているフラットブレッドの一種。「中国のパンケーキ」と称されることもある。
烙餅の厚さは約1センチほどあり大きなピザほどのサイズで、食感は生地が固く、歯ごたえがある。餅（ピン）は、塩、小麦粉、水からなり、丸めて層状にした種無しの生地をフライパンで揚げることによって作られる 。ほとんどの烙餅はプレーン味であるものの、春玉ねぎや黒糖を含むものもある。烙餅は普通、薄切りにして主食として出されるほか、炒餅（チャオピン）を作るために肉や野菜と一緒に炒められる。